# Takumi Kusumoto
Takumi Kusumoto (japanisch 楠本 卓海 Kusumoto Takumi; * 10. Dezember 1995 in Nerima) ist ein japanischer Fußballspieler.

## Karriere
Kusumoto erlernte das Fußballspielen in der Schulmannschaft der Taisei High School und der Universitätsmannschaft der Tokyo International University. Seinen ersten Vertrag unterschrieb er 2018 beim Renofa Yamaguchi FC. Der Verein spielte in der zweithöchsten Liga des Landes, der J2 League. Für Renofa stand er 66-mal in der zweiten Liga auf dem Spielfeld. Im Januar 2022 wechselte er zum ebenfalls in der zweiten Liga spielenden Mito Hollyhock. Hier stand er drei Spielzeiten unter Vertrag und bestritt 71 Ligaspiele. Im Januar 2025 wechselte er zum ebenfalls in der zweiten Liga spielenden Fujieda MYFC.